# آنیس بازمی
آنیس بازمی (انگلیسی: Anees Bazmee؛ زادهٔ موداسا) یک کارگردان و فیلم‌نامه‌نویس اهل هند است.

## فیلم‌شناسی
- ساندویچ (کارگردان و نویسنده)
- استقبال (کارگردان و نویسنده)
- متشکرم (کارگردان و نویسنده)
- هزار تو ۲ (کارگردان)
- جنتلمن (نویسنده)
- گلستان (نویسنده)